# Robert Carr, 1. Earl of Somerset

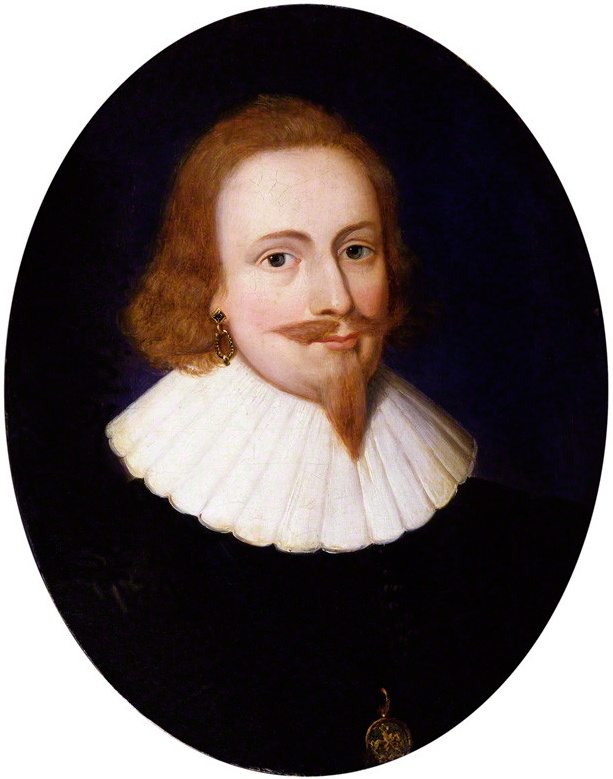
Robert Carr, 1. Earl of Somerset

Robert Carr oder Ker(r), 1. Earl of Somerset (* um 1586; † 1645) war ein schottischer Politiker und Günstling König Jakobs I. von England.
Robert Carr, dessen Geburtstag nicht überliefert ist, war ein jüngerer Sohn des Sir Thomas Ker of Ferniehurst und dessen zweiter Frau Janet Scott, der Schwester von Sir Walter Scott of Buccleuch.
Er begleitete Jakob VI. (I.) als Page nach England, wurde dann aus dem Dienst des Königs entlassen und suchte für einige Zeit sein Glück in Frankreich. Als er sich nach seiner Rückkehr nach England bei einem Turnier in Anwesenheit des Königs einen Arm brach, wurde dieser wieder auf ihn aufmerksam. Der König war von dem jungen Mann, der keine höheren intellektuellen Fähigkeiten besaß, aber gutaussehend und von einnehmendem Wesen war, beeindruckt und nahm ihn sofort in seine Gunst. Am 23. Dezember 1607 schlug er ihn zum Knight Bachelor und übereignete ihm die Sir Walter Raleigh abgenommenen Güter in Sherborne.
Carrs Einfluss auf den König war so groß, dass er diesen 1610 sogar zur Auflösung des Parlaments bewegen konnte, als dieses Anstalten machte, sich gegen die schottischen Günstlinge zu stellen. Am 25. März 1611 wurde der ehemalige Page in der Peerage of England zum Viscount Rochester erhoben und zum Mitglied des Kronrats (privy councillor) ernannt. Am 24. April 1611 wurde er in den Hosenbandorden aufgenommen und am 13. Mai 1611 feierlich in den Orden eingeführt. Nach Salisburys Tod 1612 fungierte Carr als Sekretär des Königs, der ihn am 3. November 1613 zum Earl of Somerset und Baron Brancepeth erhob. Am 23. Dezember desselben Jahres avancierte Carr zum Treasurer of Scotland und 1614 sogar zum Lord Chamberlain. In den Jahren 1614 und 1615 war er Lord Warden of the Cinque Ports.
Er heiratete Frances Howard und war mit dieser in ein Mordkomplott verwickelt. Schuldig gesprochen, aber nicht hingerichtet, verbrachte er Jahre als Gefangener im Tower of London. Nach seiner Begnadigung und Freilassung 1622 lebte er zurückgezogen.